# Фінансування
Фінансування бізнесу — забезпечення наявним грошовим капіталом для використання в комерційних цілях. Потреби компанії в капіталі можуть бути короткостроковими і довгостроковими. Основні джерела короткострокового і довгострокового капіталу можуть бути підрозділені на внутрішні і зовнішні. До основних організацій, що можуть служити джерелом фінансування бізнесу відносяться комерційні банки, кредитні союзи, ощадно-позикові асоціації, факторингові компанії, облікові будинки, фінансові будинки (промислові банки) і інвестиційні банки. Велику частку цінних паперів, що котируються на ринку, тримають у себе в руках пенсійні фонди і страхові компанії.
Фінансування бюджету — безповоротний та безоплатний відпуск коштів з державного та місцевих бюджетів на виконання загальнодержавних функцій і функцій муніципальних органів та забезпечення діяльності бюджетних установ та організацій.
Кожне окреме бюджетне підприємство, організація або установа отримує асигнування лише з одного бюджету.
Бюджетне фінансування — надання з бюджету у безповоротному порядку коштів на видатки, пов'язані зі здійсненням державних замовлень, виконанням державних програм, утриманням державних і комунальних установ та організацій.
Бюджетне фінансування являє собою процес виділення, зарахування, розподілу та перерахування коштів на рахунки розпорядників коштів у межах, визначених кошторисами і затверджених у бюджеті.
Ґрунтується на двох основних принципах: плановості виділення та цільовому характері використання коштів.